# Posvirj, Rohatîn
Posvirj (în ucraineană Посвірж) este un sat în așezarea urbană Bukacivți din raionul Rohatîn, regiunea Ivano-Frankivsk, Ucraina.

## Demografie
Componența lingvistică a localității Posvirj
     Ucraineană (99,55%)
     Alte limbi (0,45%)
Conform recensământului din 2001, majoritatea populației localității Posvirj era vorbitoare de ucraineană (99,55%), existând în minoritate și vorbitori de alte limbi.